# Youth America Grand Prix
Vous pouvez aider à l'améliorer ou bien discuter des problèmes sur sa page de discussion.
- Il ne cite pas suffisamment ses sources. Vous pouvez indiquer les passages à sourcer avec {{référence nécessaire}} ou {{Référence souhaitée}}, et inclure les références utiles en les liant aux notes de bas de page. (Marqué depuis septembre 2019)
- Il n’est pas rédigé dans un style encyclopédique. (Marqué depuis septembre 2019)

- Archive Wikiwix
- Bing
- Cairn
- DuckDuckGo
- E. Universalis
- Gallica
- Google
- G. Books
- G. News
- G. Scholar
- Persée
- Qwant
- (zh) Baidu
- (ru) Yandex
- (wd) trouver des œuvres sur Wikidata

Fondé en 1999, le Youth America Grand Prix, Inc. (YAGP) est la plus grande compétition internationale de bourses de ballet au monde pour étudiants internationaux à but non-lucratif, ouverte aux étudiants en danse de toutes les nationalités, âgés de 9 à 19 ans. Les directeurs et les représentants de plus éminentes institutions de danse au monde décernent chaque année à YAGP des bourses d'études d'une valeur supérieure à 250 000 dollars. Le YAGP organise chaque année des auditions régionales aux États-Unis et dans le reste du monde, la phase finale de la compétition se déroulant à New York chaque année en avril.

## En résumé
Le Youth America Grand Prix est la plus grande compétition au monde de bourses de ballet pour étudiants. Largement reconnu[réf. souhaitée] comme le plus important programme de bourses au monde pour les jeunes danseurs âgés de 9 à 19 ans, le YAGP est une organisation éducative à but non lucratif basée à New York.
Chaque année, plus de 10 000 danseurs participent aux compétitions et aux auditions organisées par YAGP dans plus de 25 endroits en Amérique du Nord et à l’étranger, notamment en Argentine, Australie, Belgique, Brésil, Canada, Chine, France, Italie, Japon, Corée, Mexique et Paraguay.
Chaque année, environ 1 200 étudiants sont sélectionnés individuellement par le jury du YAGP pour se rendre à la finale de New York, où ils sont jugés par les directeurs et les représentants des plus grandes académies de danse du monde. Plus de 250 000 $ en bourses d’études sont attribués chaque année pour ces institutions.
Au cours des 20 ans depuis la fondation du YAGP, plus de 70 000 danseurs ont participé à des événements YAGP dans le monde entier, 3 millions de dollars ont été attribués à de jeunes danseurs recevant des bourses d'études dans les plus grandes académies de danse du monde, et plus de 350 anciens élèves dansent aujourd'hui avec 80 compagnies dans le monde.
Parmi les anciens participants au YAGP, on trouve Maria Abashova, Isabella Boylston, Cesar Corrales (en), Michaela DePrince, Sasha De Sola, Matthew Golding, Melissa Hamilton (en), Sarah Lane, Lauren Lovette, Juliet Doherty, Brooklyn Mack (en), Sara Mearns (en), Sergueï Polounine, Hee Seo (en) et Cory Stearns (en).

## Histoire
Le Youth America Grand Prix fut fondé en 1999 par Gennadi et Larissa Saveliev, deux anciens danseurs du Bolchoï.